# Raymond Aso
Raymond Aso est un joueur français de volley-ball né le 17 février 1981. Il mesure 1,93 m et joue passeur.

## Clubs
| Club                       | Pays   | De        | À         |
| -------------------------- | ------ | --------- | --------- |
| JSA Bordeaux               | France | 1999-2000 | 2001-2002 |
| SA Mérignac                | France | 2002-2003 | 2004-2005 |
| Stade Poitevin Volley-Ball | France | 2005-2006 | 2005-2006 |
| Cambrai Volley-Ball        | France | 2006-2007 | 2009-2010 |
| Bellaing Volley Club       | France | 2011-     |           |

## Palmarès
Néant.